# Dorota Dziekońska
Dorota Dziekońska-Pawełczyk (ur. 6 lutego 1962 w Warszawie, zm. 28 grudnia 1990) – polska tenisistka, reprezentantka kraju w Pucharze Federacji, mistrzyni Polski.

## Kariera tenisowa
Treningi tenisowe rozpoczęła w Kędzierzynie pod opieką Wandy Ostrowskiej, później była zawodniczką Piasta Gliwice, gdzie jej trenerem został Ireneusz Łyżwiński. Zdobywała tytuły mistrzyni Polski juniorek, a po przejściu do kategorii seniorów została trzykrotnie mistrzynią Polski w grze podwójnej (1980, 1983, 1984), międzynarodową mistrzynią Polski w tej samej konkurencji (1983) oraz kilkakrotnie finalistką mistrzostw Polski i międzynarodowych mistrzostw Polski w grze pojedynczej. Największy sukces odniosła na mistrzostwach Polski w Sopocie w 1984 roku, sięgając po tytuły mistrzowskie we wszystkich trzech konkurencjach – singlu, deblu i mikście.
W 1980 została powołana na zawody Pucharu Federacji w Niemczech. Zagrała cztery mecze, wygrywając dwa z nich. W parze z Iwoną Kuczyńską miała okazję zmierzyć się ze znanymi Amerykankami Kathy Jordan i Rosie Casals, przegrywając spotkanie po zaciętej walce w trzech setach.

## Życie prywatne
Ukończyła studia z italianistyki na Uniwersytecie Jagiellońskim. Od połowy lat 80. grała głównie we Włoszech i Niemczech. Wyszła za mąż za Piotra Pawełczyka (ur. 1957), również tenisistę, zawodnika ligowego Piasta Gliwice. 28 grudnia 1990 oboje ponieśli śmierć w wypadku samochodowym, gdy w okolicach miejscowości Ochaby w Fiata Uno, którym podróżowali, uderzył jadący z naprzeciwka samochód BMW na niemieckich numerach rejestracyjnych. Oboje zostali pochowani w grobowcu rodzinnym.
Pamięć małżeństwa tenisistów uczczono turniejem – Memoriałem Doroty Dziekońskiej i Piotra Pawełczyka, rozgrywanym w Gliwicach. Przez czternaście pierwszych edycji (do 2004 roku) turniej miał charakter krajowy, w 2005 roku przeszedł pod opiekę Międzynarodowej Federacji Tenisowej (Vattenfall Gliwice Open, z pulą nagród 20 tysięcy dolarów).